# Rötjärnen (Lima socken, Dalarna)
Rötjärnen är en sjö i Malung-Sälens kommun i Dalarna och ingår i Dalälvens huvudavrinningsområde.